# Piero della Francesca
Piero della Francesca (phát âm tiếng Ý: [ˈpjɛːro della franˈtʃeska] listenⓘ; khoảng 1415 – 12 tháng 10 năm 1492) là một họa sĩ người Ý thời tiền Phục hưng. Giorgio Vasari viết về ông trong cuốn sách Lives of the Most Excellent Painters, Sculptors, and Architects, và mô tả ông cũng là một nhà toán học và một nhà nghiên cứu hình học. Ngày nay Piero della Francesca chủ yếu được đánh giá cao vì các tác phẩm nghệ thuật của ông. Tác phẩm của ông được đặc trưng với tính nhân văn nhẹ nhàng, thường sử dụng các khối và phối cảnh hình học. Tác phẩm nổi tiếng nhất của ông là vòng quay của bức bích họa The History of the True Cross trong nhà thờ San Francesco ở thị trấn Tuscan của vùng Arezzo.

## Các tác phẩm chính

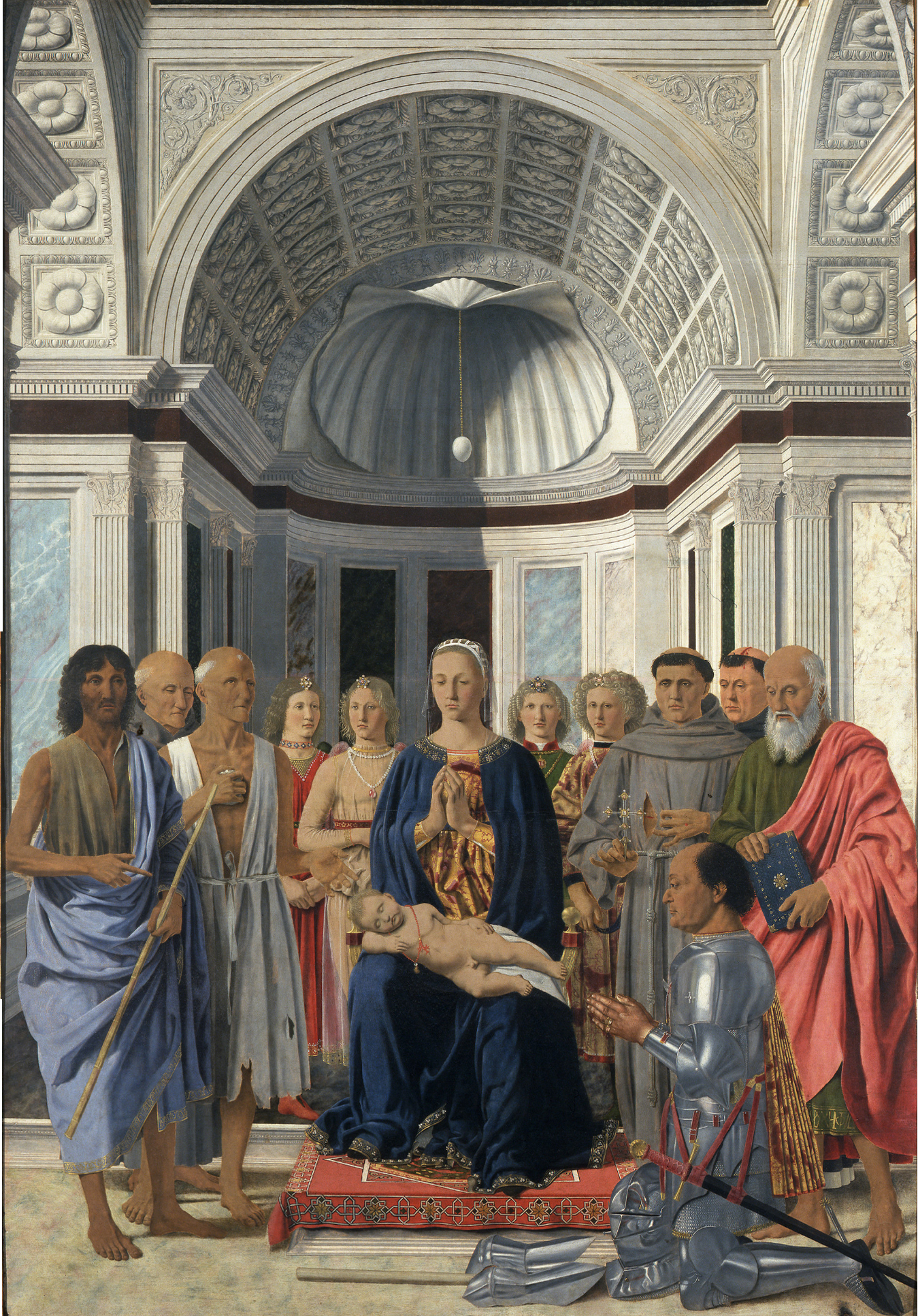
Montefeltro Altarpiece, còn có tên là "Brera Madonna". Pinacoteca di Brera, Milan

- Polyptych of the Misericordia (1445–62) –  Oil and tempera on panel, base 330 cm, height 273 cm, Museo Civico Sansepolcro
- The Baptism of Christ (c. 1448–50) –  Tempera on panel, 168 × 116 cm, National Gallery, London
- St. Jerome in Penitence (c. 1449–51) –  Oil on panel, 51 × 38 cm, Staatliche Museen, Berlin
- St. Jerome and a Donor (1451) –  Panel, 40 × 42 cm, Gallerie dell'Accademia, Venice
- Sigismondo Pandolfo Malatesta Praying in Front of St. Sigismund (1451) –  Fresco, Tempio Malatestiano, Rimini
- Portrait of Sigismondo Pandolfo Malatesta (c. 1451) –  Tempera and oil on panel, 44.5 × 34.5 cm, Musée du Louvre, Paris
- The History of the True Cross (c. 1455–66) –  Frescoes, San Francesco, Arezzo
- The Flagellation of Christ (c. 1460) –  Tempera on panel, 59 × 81.5 cm, Galleria Nazionale delle Marche, Urbino
- Polyptych of Saint Augustine (1460–70) –  Oil and tempera on panel
- Resurrection (c. 1463) – Fresco, 225 × 200 cm, Museo Civico Sansepolcro
- Madonna del parto (1459–67) –  Detached fresco, 260 × 203 cm, Chapel of the cemetery, Monterchi
- Nativity (c. 1470) –  124.5 × 123 cm, National Gallery, London
- Polyptych of Perugia (c. 1470) –  Oil on panel, 338 × 230 cm, Galleria Nazionale dell'Umbria, Perugia
- Madonna and Child with Saints (Montefeltro Altarpiece, (1472–74) –  Oil on panel, 248 × 170 cm, Pinacoteca di Brera, Milan
- Paired portraits (c. 1472) of Federico da Montefeltro and Battista Sforza, respectively the Duke and Duchess of Urbino –  Oil on panel, Galleria degli Uffizi, Florence.
- Madonna di Senigallia (c. 1474) –  Oil on panel, 67 × 53.5 cm, Galleria Nazionale delle Marche, Urbino

## Sách tham khảo
- Bertelli, Carlo, Piero Della Francesca, Yale, 1992.
- Chieli, Francesca, "La grecità antica e bizantina nell'opera di Piero della Francesca", Firenze, 1993.
- Varisco, Alessio, Borgo Sansepolcro. Città di Cavalieri e Pellegrini, Pessano con Bornago, Mimep-Docete, 2012.
- Damisch, Hubert, A Childhood Memory by Piero della Francesca, Stanford University Press, 2007. ISBN 0-8047-3442-9.
- Gantz, Jeffrey, Strong, silent type: Piero della Francesca, international artist of mystery, The Boston Phoenix, Arts section, ngày 1 tháng 9 năm 2006.
- Ginzburg, Carlo, The Enigma of Piero: Piero Della Francesca, Verso, 2002. ISBN 1-85984-378-6
- Pope-Henessy, John, "The Piero della Francesca Trail" including Aldous Huxley Piero essay "The Best Picture" ISBN 1-892145-13-8.
- Libellus de quinque corporibus regularibus, corredato della versione volgare di Luca Pacioli [fac-sim du Codice Vat. Urb. Lat. 632]; eds. Cecil Grayson,... Marisa Dalai Emiliani, Carlo Maccagni. Firenze, Giunti, 1995. 3 vol. (68 ff., XLIV-213, XXII-223 pp.). ISBN 88-09-01020-5
- Pierpaolo Tofanelli, La Madonna del Parto, Pagine Nuove di Storia dell'Arte e dell'Architettura N. 3, Firenze, 2009. ISBN 978-88-95450-21-6.
- Pierpaolo Tofanelli, La Natività, Pagine Nuove di Storia dell'Arte e dell'Architettura N. 4, Firenze, 2010. ISBN 978-88-95450-22-3
- Piero's Archimedes, [fac-sim du Codice Riccardiano 106 par Piero della Francesca]; eds. Roberto Manescalchi, Matteo Martelli, James Banker, Giovanna Lazzi, Pierdaniele Napolitani, Riccardo Bellè. Sansepolcro, Grafica European Center of Fine Arts e Vimer Industrie Grafiche Italiane, 2007. 2 vol. (82 ff., XIV-332 pp. English, Francais, Espanol, Deutsch, Italiano et Arabic) ISBN 978-88-95450-25-4.
- Longhi, Roberto "Piero della Francesca" ISBN 1-878818-77-5.
- Roberto Manescalchi, L'Ercole di Piero, tra mito e realtà,(ParteI), Grafica European Center of Fine Art (Terre di Piero), Firenze, 2011. ISBN 978-88-95450-05-6
- R. Manescalchi, Piero alla corte dei Pichi, in Studi e Documenti Pierfrancescani II, Sansepolcro 2014. ISBN 978-8895450445
- Vasari, Giorgio, Lives of the Artists, (George Bull translation), London, 1965.